# Kraljeva operna hiša, Maskat
Kraljeva operna hiša Muscat (ROHM) je glavno omansko prizorišče glasbene umetnosti in kulture. Operna hiša stoji v okrožju Šati al-Kurm v Maskatu na ulici Sultana Kabusa. Zgrajena po ukazu omanskega sultana Kabusa, odraža edinstveno sodobno omansko arhitekturo in lahko sprejme največ 1100 ljudi. Kompleks operne hiše sestavljajo koncertno gledališče, avditorij, formalno urejeni vrtovi, kulturna tržnica z maloprodajo, luksuzne restavracije in umetniški center za glasbene, gledališke in operne produkcije.

## Zgodovina
Sultan Kabus bin Said, ki je bil med gradnjo opere vladar Omana, je bil vedno ljubitelj klasične glasbe in umetnosti. Leta 2001 je sultan ukazal zgraditi operno hišo. Sprva imenovana »Hiša glasbenih umetnosti«, je bilo končno izbrano ime »Kraljeva operna hiša Muscat« (ROHM). Ta operna hiša, ki jo je zgradilo podjetje Carillion Alawi, je postala prva operna hiša na svetu, opremljena z Radio Marconijevim večpredstavnostnim interaktivnim zaslonom, Mode23. Uradno so jo odprli 12. oktobra 2011 s produkcijo opere Turandot, ki jo je dirigiral španski tenorist Plácido Domingo.

## Znani gostje
Operna hiša je imela impresivno prvo sezono z nastopi Plácida Dominga, Andree Bocellija in sopranistke Renée Fleming. Nastopili so tudi svetovno znani violončelist Yo Yo Ma in Londonski filharmonični orkester, Ameriško baletno gledališče v produkciji Don Kihota, The Paul Taylor Dance Company, predstava Labodje jezero v izvedbi baleta Mariinski in trobentač Wynton Marsalis z orkestrom New York City's Jazz at Lincoln Center. V operni hiši je nastopilo tudi nekaj arabskih umetnikov, kot je Majida El Roumi, ter poklon v čast legendarnemu arabskemu pevcu Um Kalthoumu. Marca 2013 je indijska ikona violine dr. L. Subramanyam nastopila v operni hiši in jo opisala kot edini orkester na Bližnjem vzhodu, ki je v celoti sestavljen iz glasbenikov iz regije.

## Galerija
- Glavno preddverje
- Orgle
- Kubanski nacionalni balet na vajah na odru
- La traviata, opera Giuseppeja Verdija, oktober 2013
- Turandot, opera Giacoma Puccinija na odru Kraljeve opere Maskat
- Orgelski koncert s Kraljevim omanskim simfoničnim orkestrom